# Anacroneuria perpusilla
Anacroneuria perpusilla är en bäcksländeart som beskrevs av František Klapálek 1921. Anacroneuria perpusilla ingår i släktet Anacroneuria och familjen jättebäcksländor. Inga underarter finns listade i Catalogue of Life.